# 楊荐
楊 薦（よう せん、生没年不詳）は、中国の北魏から北周にかけての外交官・軍人。字は承略。本貫は咸陽郡寧夷県。

## 経歴
昌平郡太守の楊宝の子として生まれた。幼くして父を失い、若くして名声があった。北魏の永安年間、爾朱天光に従って関中に入り、諸叛乱を討って、高邑県男に封ぜられた。宇文泰が夏州に入ると、その下で帳内都督となった。534年、侯莫陳悦の乱が平定されると、宇文泰は楊薦に洛陽に入らせた。孝武帝が宇文泰を関西大行台に任ずると、楊薦は直閤将軍に任ぜられた。ときに馮翊長公主がやもめ暮らしをしていたため、孝武帝は宇文泰のもとに再嫁させようと考え、武衛の元毗にその意を伝えさせた。楊薦が関中に帰って宇文泰に報告すると、宇文泰はまた楊薦を洛陽に派遣して降嫁を請願させた。孝武帝は公主の降嫁を許した。孝武帝は関中に向かうことを計画し、楊薦はその計画に賛成した。孝武帝は「卿は帰って行台（宇文泰）にわたしを迎えさせよ」と楊薦に命じた。楊薦がまた関中に帰って宇文泰に報告すると、宇文泰は楊薦と宇文測を派遣して孝武帝を迎えさせた。孝武帝が長安に到着すると、楊薦の爵位は清水県子に進んだ。
535年、西魏が建国されると、柔然が和親を求めてきた。宇文泰は楊薦と楊寛を使者として柔然に派遣した。西魏の文帝と柔然の郁久閭皇后とのあいだに婚姻が結ばれると、楊薦は帰国した。楊薦の爵位は侯に進んだ。楊薦は柔然に贈り物を届けるため、また使者に立った。郁久閭皇后が死去すると、宇文泰は僕射の趙善を柔然に派遣して再びの婚姻を求めた。趙善が夏州までおもむくと、柔然が東魏と通じており、使者を捕らえようとしていると聞きつけた。趙善はおそれて逃げ帰った。そのため宇文泰は黄金10斤・絹300疋を与えて楊薦を使者に立てた。楊薦は柔然に入ると、柔然の背信を責め、婚姻を結ぶことの意義を論じたてた。柔然は使者を楊薦に随行させて長安に送らせた。
547年、侯景が西魏に帰順すると、宇文泰は楊薦を侯景につけた。楊薦は侯景の離反の動きを察知すると、長安に帰還して報告した。まもなく侯景は叛いた。
550年、西魏軍が北斉を攻撃した。宇文泰は柔然が虚に乗じて侵攻してくることを心配して、楊薦を柔然に派遣して和を結ばせた。楊薦は使持節・驃騎大将軍・開府儀同三司の位に進み、侍中を加えられた。
557年、北周が建国されると、楊薦は御伯大夫の位を受け、姚谷県公に進んだ。突厥と婚姻を結ぶため使者に立てられた。木汗可汗の弟の地頭可汗阿史那庫頭が東方にいて、北斉とよしみを通じており、兄を説得して北周との婚約を破棄させようとした。陰謀が計画され、楊薦らは北斉に送られる手筈になった。楊薦はそれを察知すると、声高に抗議して涙を流した。木汗可汗は憮然として「疑われるようなことは何もない。ともに東の賊（北斉）を平らげて、その後に我が娘を送ろう」と言った。木汗可汗は楊薦を帰国させて北周が北斉を討つよううながした。楊薦は帰国すると、大将軍の位を受けた。564年、突厥に結納を贈るため使者に立った。帰還すると、小司馬を代行した。さらに大司徒を代行した。565年、陳公宇文純らとともに阿史那皇后を突厥から迎えるための使者に立ち、南安郡公に進んだ。568年、総管・梁州刺史に転じた。後に病のため死去した。

## 伝記資料
- 『周書』巻33 列伝第25
- 『北史』巻69 列伝第57